# Benátecká Vrutice
Benátecká Vrutice (Duits: Wrutitz bei Benatek) is een Tsjechisch dorp, deelgemeente en kadastrale gemeente in de stad Milovice. In Benátecká Vrutice wonen ongeveer 340 mensen.

## Geschiedenis
- 1244 – De eerste schriftelijke vermelding van Benátecká Vrutice.
- 1996 – De gemeente Benátecká Vrutice wordt geannexeerd door de stad Milovice.